# Liste der Stolpersteine in Lößnitz
Die Liste der Stolpersteine in Lößnitz enthält sämtliche Stolpersteine, die im Rahmen des gleichnamigen Kunst-Projektes von Gunter Demnig in Lößnitz im Erzgebirgskreis verlegt wurden.

## Hintergrund
Die Biografie Samuel Josephs wurde zuerst in einem Filmprojekt thematisiert, in dem Konfirmanden der evangelisch-lutherischen Kirche Lößnitz-Affalter Zeitzeugen des Zweiten Weltkriegs befragten. Der Film entstand im Rahmen des Projekts 1939.2019 – Vielfalt lokaler Erinnerungen des Anne Frank Zentrums in Berlin in Zusammenarbeit mit der Stadt Lößnitz und dem Verein Lößnitzer Bildungsweg.
Am Abend der Filmvorführung am 27. Januar 2020 wurde diskutiert, einen Stolperstein für Samuel Joseph zu verlegen. Während der weiteren Recherche dafür wurde die Biografie von Heinrich und Dora Joseph entdeckt. Am Abend der Verlegung fand im Bürgerhaus Lößnitz eine Stunde des Gedenkens statt.

## Liste der Stolpersteine
| Bild | Verlegeort                           | Verlegedatum | Inschrift | Anmerkungen |
| ---- | ------------------------------------ | ------------ | --- | --- |
|      | Rudolf-Weber-Straße 6 Lößnitz (Lage) | 5. Nov. 2021 | Hier wohnte Samuel Joseph Jg. 1869 ’Schutzhaft’ 1938 Buchenwald deportiert 1942 Theresienstadt 1942 Treblinka ermordet | Samuel Joseph (* 3. September 1869 in Miloslaw), Inhaber eines Bekleidungsgeschäfts, am 7. September 1942 ins Ghetto Theresienstadt deportiert, am 29. September 1942 ins Vernichtungslager Treblinka deportiert, für tot erklärt |
|      | Rudolf-Weber-Straße 6 Lößnitz (Lage) | 5. Nov. 2021 | Hier wohnte Dr. Heinrich Joseph Jg. 1897 ’Schutzhaft’ 1938 Buchenwald Flucht 1939 Brasilien                            | Heinrich Joseph (* 1897) |
|      | Rudolf-Weber-Straße 6 Lößnitz (Lage) | 5. Nov. 2021 | Hier wohnte Dora Joseph geb. Kohn Jg. 1909 Flucht 1937 Brasilien                                                       | Dora Joseph, geb. Kohn (* 1909) |